# L’Hermitière
L’Hermitière ist eine Ortschaft und eine Commune déléguée in der französischen Gemeinde Val-au-Perche mit 198 Einwohnern (Stand: 1. Januar 2022) im Département Orne in der Region Normandie.
Mit Wirkung vom 1. Januar 2016 wurden die bisherigen Gemeinden Gémages, L’Hermitière, Mâle, La Rouge, Saint-Agnan-sur-Erre und Le Theil zu einer Commune nouvelle mit dem Namen Val-au-Perche zusammengeschlossen und verfügen in der neuen Gemeinde über den Status einer Commune déléguée. Der Verwaltungssitz befindet sich im Ort Le Theil.

## Lage
Der Ort L’Hermitière liegt im Regionalen Naturpark Perche an der Grenze zum Département Sarthe in einem Seitental der Huisne, 15 Kilometer südwestlich von Nogent-le-Rotrou. Nachbarorte sind Préaux-du-Perche im Nordosten, La Rouge im Osten, Le Theil im Süden, Gémages im Westen und Saint-Cyr-la-Rosière im Nordwesten.

## Bevölkerungsentwicklung
| Jahr                       | 1962 | 1968 | 1975 | 1982 | 1990 | 1999 | 2008 | 2015 |
| -------------------------- | ---- | ---- | ---- | ---- | ---- | ---- | ---- | ---- |
| Einwohner                  | 241  | 216  | 178  | 209  | 268  | 276  | 269  | 251  |
| Quellen: Cassini und INSEE |      |      |      |      |      |      |      |      |

## Sehenswürdigkeiten
- Schloss, Monument historique
- Kirche Très-Sainte-Trinité

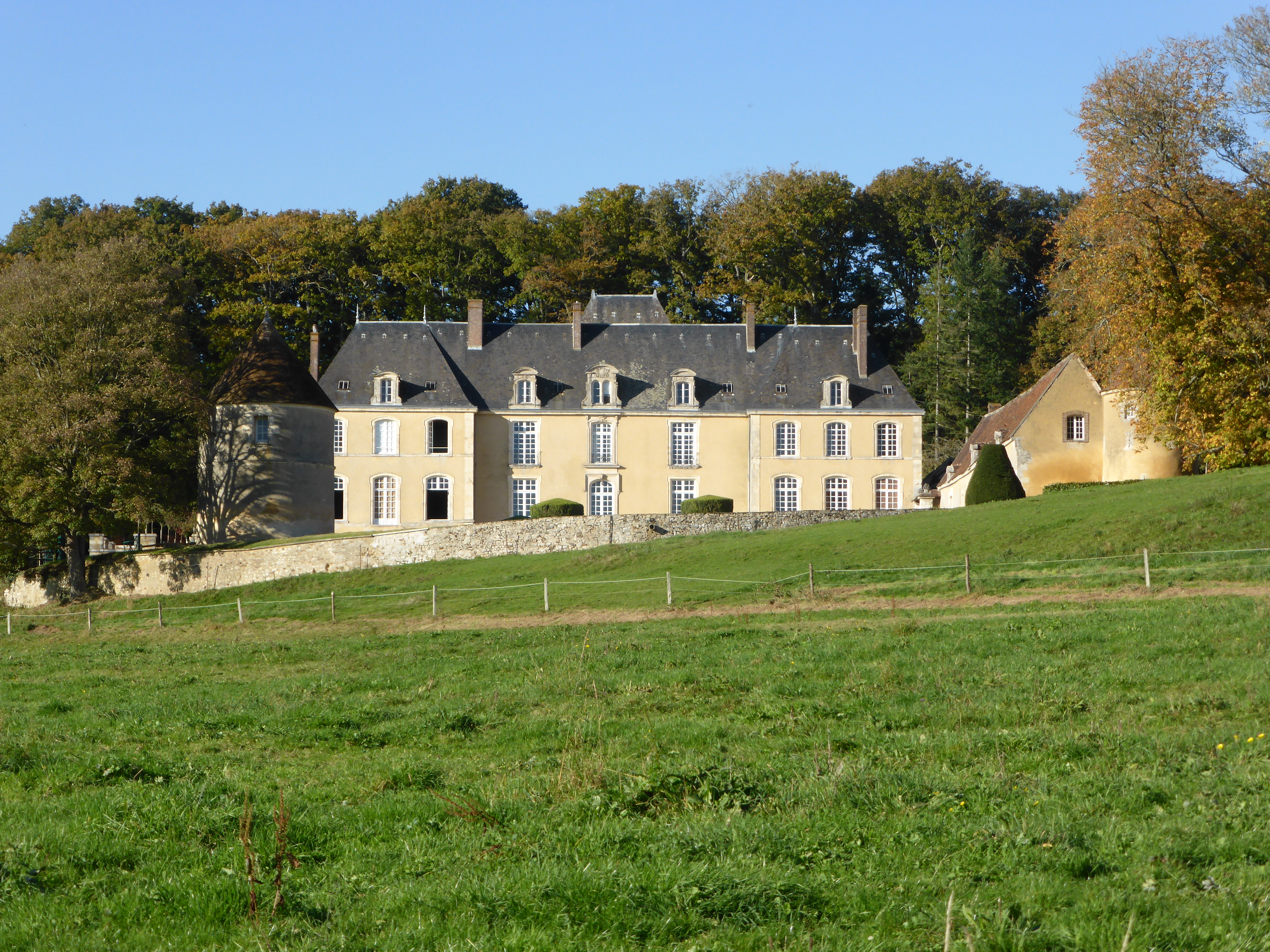
Schloss
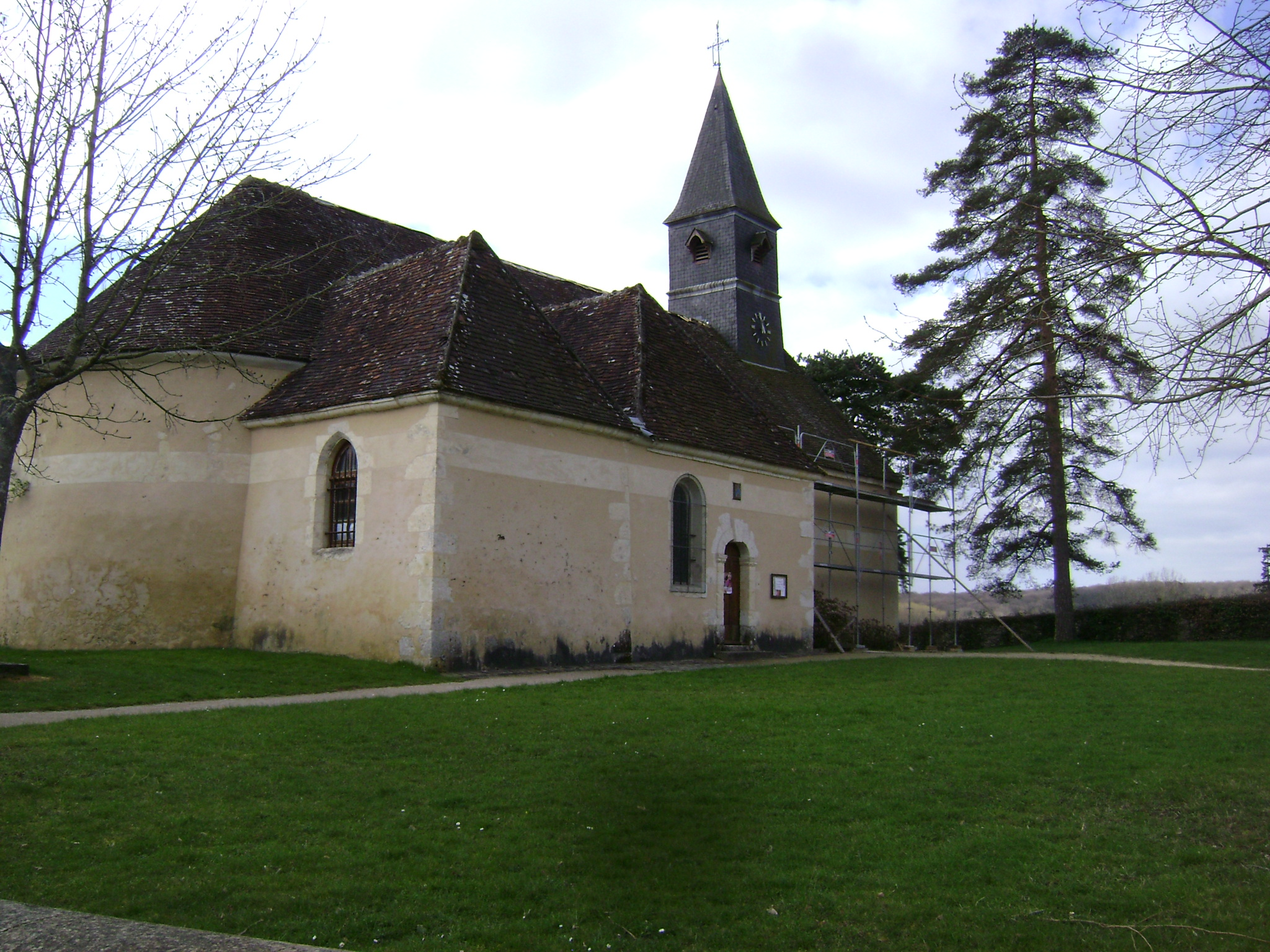
Kirche Sainte-Trinité